# Ярахмедов, Азим Алаудинович
Ази́м Алауди́нович Ярахме́дов (род. 20 февраля 1960, село Касумкент, Сулейман-Стальский район, Дагестанская АССР) — российский дипломат, чрезвычайный и полномочный посол России.

## Биография
Родился 20 февраля 1960 года в селении Касумкент Сулейман-Стальского района Республики Дагестан. Образование — высшее: окончил Краснодарский политехнический институт (1983), Дагестанский государственный университет им. В.И. Ленина (1989), факультет переподготовки Академии внешней торговли Министерства внешнеэкономических связей России (1993) и Дипломатическую академию МИД России (1998).

## Трудовая деятельность
В 1983 году — мастер участка Махачкалинского ремонтно-монтажного завода, главный инженер Избербашского хлебозавода.
В 1984—1990 годах — на комсомольской и партийной работе.
В 1990 году — депутат Верховного Совета Республики Дагестан, заместитель председателя Комитета по социальной политике.
В 1991—1993 годах — заместитель председателя Государственного комитета по внешнеэкономической деятельности Республики Дагестан, начальник Управления внешнеэкономических связей Республики Дагестан.
В 1993—1996 годах — советник Посольства России в Азербайджане.
В 1996—1998 годах — слушатель, аспирант Дипломатической академии МИД России.
В 1998—2003 годах — советник Посольства России в Таджикистане.
В 2003—2006 годах — начальник отдела Таджикистана МИД России.
В 2006—2010 годах — генеральный консул России в Ходженте, Республика Таджикистан.
В 2011—2015 годах — заместитель директора Департамента по связям с субъектами Федерации, парламентом и общественными объединениями МИД России (ДСПО).
С 19 января 2015 по 17 мая 2021 года — чрезвычайный и полномочный посол Российской Федерации в Эритрее.
С 7 декабря 2021 года — чрезвычайный и полномочный посол Российской Федерации в Замбии.

## Дипломатический ранг
- Чрезвычайный и полномочный посланник 2 класса (17 июня 2008)[6].
- Чрезвычайный и полномочный посланник 1 класса (10 июня 2017)[7].
- Чрезвычайный и полномочный посол (13 декабря 2019)[8].

## Государственные и ведомственные награды
- Почётная грамота Верховного Совета Республики Дагестан (1991).
- Юбилейная медаль «300 лет Российскому флоту» (1996).
- Высший знак «Золотой орёл» 201-й Краснознаменной Гатчинской мотострелковой дивизии (1998).
- Медаль Министерства обороны России «За укрепление боевого содружества», медаль МЧС России «Участнику чрезвычайных гуманитарных операций» (1999).
- Знак ФСБ России «За службу в Таджикистане», юбилейные медали «200 лет МИД России» и «200 лет Консульской службе МИД России» (2000).
- Юбилейная медаль «10 лет Вооружённым силам Таджикистана» (2003).
- Почётная грамота президента Российской Федерации, присвоено звание «Почётный гражданин города Чкаловска Республики Таджикистан» (2010).
- Медаль ФСКН России «За содействие» (2011).
- Медаль ордена «За заслуги перед Отечеством» II степени (8 марта 2015) — за большой вклад в реализацию внешнеполитического курса Российской Федерации и многолетний добросовестный труд[9], грамота к Памятной медали «За активное участие в организации и проведении Олимпийских и Паралимпийских игр в Сочи».
- Орден Дружбы (2 июня 2022) — за большой вклад в реализацию внешнеполитического курса Российской Федерации и многолетнюю добросовестную дипломатическую службу[10].

## Семья
Женат, имеет двух сыновей.

## Дополнительные сведения
Кандидат политических наук. Диссертацию по теме «Российско-азербайджанские отношения и проблемы регионального развития в Закавказье» защитил в Дипломатической академии МИД России (1998). Член Президиума Ассоциации российских дипломатов. Владеет турецким и английским языками.